# Gustaf Lindqvist
Gustaf Lindqvist (18 dicembre 2001) è uno sciatore alpino svedese.

## Biografia
Specialista delle prove tecniche attivo dal novembre del 2017, Gustaf Lindqvist ha esordito in Coppa Europa il 29 novembre 2019 a Funäsdalen in slalom speciale, senza completare la prova; non ha debuttato in Coppa del Mondo e non ha preso parte a rassegne olimpiche o iridate.

## Palmarès

### Campionati svedesi
- 3 medaglie:
  - 1 argento (slalom gigante nel 2025)
  - 2 bronzi (supergigante nel 2024; slalom speciale nel 2025)